# Aleksy IV Wielki Komnen
Aleksy IV Wielki Komnen (ur. 1382, zm. przed 28 października 1429) – koregent (współcesarz) od 1395 roku, cesarz Trapezuntu od 5 marca 1417 do października 1429 roku. 

## Życiorys
Był synem cesarza Manuela III i Eudokii z Gruzji. Po śmierci ojca w 1417 Aleksy został oskarżony przez niektórych o przyspieszenie jego śmierci. Odziedziczył konflikt z Genueńczykami. W 1418 roku podpisał z nimi porozumienie pokojowe. Stosunki z Republiką Wenecką były natomiast lepsze. Prowadził pokojową politykę wobec muzułmańskich sąsiadów. Jego córka Maria wyszła za mąż za cesarza bizantyjskiego Jana VIII Paleologa w 1428. W 1395 Aleksy poślubił Teodorę Kantakuzen. Z tego związku urodziło się co najmniej pięcioro dzieci:
- Jan IV Wielki Komnen
- Maria z Trapezuntu, żona Jana VIII Paleologa
- Aleksander Wielki Komnen
- Dawid II Wielki Komnen
- córka, była żoną Dżahanszaha władcy (1438 – 1467) Kara Kojunlu